# Halimba
Halimba este un sat în districtul Ajka, județul Veszprém, Ungaria, având o populație de 1.158 de locuitori (2011). Localitatea se află la poalele munților Bakony și are o exploatare de bauxită, într-o mină adâncă de 140 m.

## Demografie
Componența etnică a satului Halimba
     Maghiari (97,34%)
     Romi (1,17%)
     Germani (1,17%)
     Necunoscut (0,32%)
     Alții (0,32%)
Componența confesională a satului Halimba
     Romano-catolici (55,27%)
     Fără religie (8,2%)
     Reformați (3,2%)
     Luterani (2,5%)
     Necunoscută (30,05%)
     Atei (0,78%)
     Alte religii (0,78%)
Conform recensământului din 2011, satul Halimba avea 1.158 de locuitori. Din punct de vedere etnic, majoritatea locuitorilor (97,34%) erau maghiari, existând și minorități de germani (1,17%) și romi (1,17%). Apartenența etnică nu este cunoscută în cazul a 0,32% din locuitori. Din punct de vedere confesional, majoritatea locuitorilor (55,27%) erau romano-catolici, existând și minorități de persoane fără religie (8,2%), reformați (3,2%) și luterani (2,5%). Pentru 30,05% din locuitori nu este cunoscută apartenența confesională.